# La morte bianca
La morte bianca è un film diretto da Guido Brignone, prodotto nell'agosto 1916 dalla Volsca Films, con Lola Visconti Brignone.